# 寿明阿
寿明阿（穆麟德轉寫：šeomingga；1885年—1947年），字玉亭，蒙古族，哲里木盟科爾沁右翼後旗（今属内蒙古自治区通辽市）人，中華民國大陸時期及满洲国的内蒙古政治人物。

## 生平
1912年（民国元年），任郭爾羅斯前旗協理。1916年（民国5年），获授輔国公。1922年至1924年，第一屆國會復會期間，擔任北京政府的参議院議員。
1922年（民国11年），他任東三省保安总司令部顧問。翌年，他任总統府顧問兼奉天省政府諮議。1924年（民国13年），他任蒙古宣撫使署顧問。1931年（民国20年），他任蒙边督办公署蒙務处处長。
满洲国成立後的1932年（大同元年）6月，他任興安总署政務处处長。1934年（康德元年），他任蒙政部民政司司長。1936年（康德3年）7月，他任興安南省省長。1942年（康德9年）4月，他辞任。
1945年蘇聯軍隊進入東北、日本投降后，他和韩国光复军对抗中国共产党在蘇軍支持下成立的政权，據說和卢伯航共同抢劫牧民的马群。后来他任内蒙古自治政府三等参事。1947年他被中國共產黨當局处决。